# Балканска чубрица
Балканската чубрица (Satureja montana) е вид покритосеменни растения от семейство Устноцветни (Lamiaceae). Тя е многогодишно тревисто растение с дълги до 30 cm, вдървяващи се в основата стебла. Расте по сухите каменисти склонове, главно източни, на планините, на припек и при наличие на варовик в района. Цъфти от средата на юли, масово – август. Използва се като подправка.